# Finnerydssjön
Finnerydssjön är en sjö i Jönköpings kommun i Småland och ingår i Motala ströms huvudavrinningsområde. Sjön är 6,3 meter djup, har en yta på 0,0735 kvadratkilometer och är belägen 253 meter över havet. Sjön avvattnas av vattendraget Hjorteboån.

## Delavrinningsområde
Finnerydssjön ingår i det delavrinningsområde (640531-142432) som SMHI kallar för Mynnar i Stora Nätaren. Avrinningsområdets medelhöjd är 265 meter över havet och ytan är 18,01 kvadratkilometer. Räknas de 3 delavrinningsområdena uppströms in blir den ackumulerade arean 41,23 kvadratkilometer. Hjorteboån som avvattnar avrinningsområdet har biflödesordning 2, vilket innebär att vattnet flödar genom totalt 2 vattendrag innan det når havet efter 264 kilometer. Delavrinningsområdet består mestadels av skog (58 procent), öppen mark (14 procent) och jordbruk (21 procent). Avrinningsområdet har 1,05 kvadratkilometer vattenytor vilket ger avrinningsområdet en sjöprocent på 5,8 procent.